# GIMD1
GIMD1 (англ. GIMAP family P-loop NTPase domain containing 1) – білок, який кодується однойменним геном, розташованим у людей на 4-й хромосомі. Довжина поліпептидного ланцюга білка становить 217 амінокислот, а молекулярна маса — 24 463.
| 10         |  | 20         |  | 30         |  | 40         |  | 50         |
| ---------- |  | ---------- |  | ---------- |  | ---------- |  | ---------- |
| MTDPNKMIIN |  | LALFGMTQSG |  | KSSAGNILLG |  | STDFHSSFAP |  | CSVTTCCSLG |
| RSCHLHSFMR |  | RGGLEVALQV |  | QVLDTPGYPH |  | SRLSKKYVKQ |  | EVKEALAHHF |
| GQGGLHLALL |  | VQRADVPFCG |  | QEVTDPVQMI |  | QELLGHAWMN |  | YTAILFTHAE |
| KIEEAGLTED |  | KYLHEASDTL |  | KTLLNSIQHK |  | YVFQYKKGKS |  | LNEQRMKILE |
| RIMEFIKENC |  | YQVLTFK    |  |            |  |            |  |            |

A: Аланін

C: Цистеїн

D: Аспарагінова кислота

E: Глутамінова кислота

F: Фенілаланін

G: Гліцин

H: Гістидин

I: Ізолейцин

K: Лізин

L: Лейцин

M: Метіонін

N: Аспарагін

P: Пролін

Q: Глутамін

R: Аргінін

S: Серин

T: Треонін

V: Валін

W: Триптофан

Білок має сайт для зв'язування з нуклеотидами, ГТФ. 